# Cesonia cerralvo
Espèce
Cesonia cerralvo est une espèce d'araignées aranéomorphes de la famille des Gnaphosidae.

## Distribution
Cette espèce est endémique de Basse-Californie du Sud au Mexique,.

## Description
Les femelles mesurent de 6,15 à 9,13 mm.

## Étymologie
Son nom d'espèce lui a été donné en référence au lieu de sa découverte, l'île Jacques Cousteau  anciennement Cerralvo.

## Publication originale
- Platnick & Shadab, 1980 : A revision of the spider genus Cesonia (Araneae, Gnaphosidae). Bulletin of the American Museum of Natural History, no 165, p. 337-385 (texte intégral).